# Догерланд
Догерланд је било копнено подручје, покривено тундром које је повезивало Велику Британију са континенталном Европом и био је насељена област све док пораст нивоа мора на крају последњег леденог доба пре неких 8.000 до 10.000 година није потопио подручје и од Британије направио острво. То подручје данас покрива југ Северног мора.
Геолошка и археолошка испитивања сугеришу да је то било богато станиште са густом популацијом. Прве предмете почињу рибарским мрежама да ваде рибари око 1930. године. Било је доста налаза врхова стрела, јеленских рогова, фосилизованих костију и разног алата. Каснијих година почињу и прва археолошка истраживања, како подводна, тако и на обалама и копну, где археолози налазе на скелете мамута, лавова, ждралова и других животиња. Током 1970. године и касније археолози у приобалним местима у Данској и Француској налазе и гробове из доба мезолита.
Задњих година међународни тимови настављају ископавања и истраживања потопљеног крајолика Догерланда археогеофизичком техником, компјутерским симулацијама и молекуларном биологијом, како би проучили некадашње еколошке промене и документовали људски прелазак од ловца-сакупљача до пољопривредних заједница.